# Тхрумшинг
Тхрумшинг — национальный парк в центральной части Бутана, в основном на территории дзонгхага Монгар.
Площадь национального парка составляет 905,05 км². Территория парка расположена в горной местности на высотах от 700 до 4400 м н.у.м. и включает биомы различных высотных поясов — от субтропических лесов до альпийской зоны. На территории охраняются большие массивы старовозрастных хвойных лесов. С территории парка известны 622 вида растений из 140 семейств, в том числе 152 вида лекарственных растений. 21 вид растений эндемичен для Бутана.
Животный мир включает 68 видов млекопитающих, 341 вид птиц. В национальном парке Тхрумшинг обитает шесть видов птиц, включённых в международный красный список со статусом «угрожаемый вид» (threatened): непальский калао (Aceros nipalensis), красногорлая крапивниковая кустарница (Spelaeornis caudatus), красный трагопан (Tragopan satyra), прекрасный поползень (Sitta formosa), розовохвостый азиатский трогон (Harpactes wardi) и красногрудая кустарниковая куропатка (Arborophila mandellii), а также короткоклювая тимелия (Sphenocichla humei), имеющая статус близкий к угрожаемому (near threatened).
Кроме того, национальный парк является составной частью биологического коридора, который поддерживает непрерывную популяцию тигра в стране.
Национальный парк Тхрумшинг обладает высоким туристическим потенциалом. Через парк проходит самая высокогорная мотороллерная дорога Бутана, так называемая Боковая дорога (Lateral Road).
На территории парка проживает около 11 тысяч человек, которые, по мнению управляющего парком Бутанского целевого фонда, не нарушают естественной среды. В связи с сильной уязвимостью горных почв к разрушению, на территории парка не ведутся лесозаготовки и другие небезопасные виды природопользования. Национальный парк находится в зоне внимания Фонда дикой природы.